# 1747 год в музыке

## События
- 30 апреля (предположительно) — премьера последнего пассиона «Страсти по святому Марку»[англ.] (BC D 5) Иоганна Себастьяна Баха в Николайкирхе (Лейпциг). В дополнение к двум движениям Баха, он включал в себя семь арий из Brockes Passion HWV 48 работы Георга Фридриха Генделя.
- В Потсдаме встретились король Фридриха II Прусского и Иоганн Себастьян Бах; король сыграл для Баха тему и предложил композитору импровизировать фугу из шести частей на основе сыгранной темы.
- Луиджи Боккерини отправляется в Рим, чтобы учиться игре на виолончели.

## Классическая музыка
- Мария Тереза Аньези — кантата Il restauro d'Arcadia
- Антуан Форкре — Pièces de viole mises en pièces de clavecin (опубликованы посмертно)
- Георг Фридрих Гендель — оратория Judas Maccabeus.
- Жан-Филипп Рамо — характеристическая пьеса для клавесина «Дофин» (фр. La Dauphine).

## Опера
- Никола Каландра (итал. Nicola Calandra) — Lo Barone Landolfo.
- Джеронимо Корделла (итал. Geronimo Cordella) — La Faustina.

## Родились
- 29 марта — Иоганн Вильгельм Гесслер, немецкий композитор, пианист, чембалист, органист и педагог (умер в 1822).
- 31 марта — Иоганн Абрахам Петер Шульц[англ.], немецкий музыкант и композитор (умер в 1800).
- 26 июня — Леопольд Кожелух, чешский композитор и педагог, двоюродный брат и ученик Яна Антонина Кожелуха (умер в 1818).
- 23 июля — Фаустино Аревало[англ.], испанский иезуит, гимнописец и патролог (умер в 1824).
- 29 ноября  — Джованни Мане Джорновики, итальянский скрипач и композитор хорватского происхождения (умер в 1804).
- дата неизвестна
  - Нарсисо Касановас , испанский монах-бенедиктинец, композитор и органист (умер в 1799).
  - Микаэль Эрегот Гросе[дат.], датский органист и кмопозитор (умер в 1795).
  - Франсуа Турте[англ.], французский скрипичный мастер (умер в 1835).

## Умерли
- 2 января — Жан-Фери Ребель, французский скрипач, клавесинист, дирижёр и композитор (род. в 1666).
- 2 февраля — Франсиско Вальс[англ.], испанский церковный композитор, теоретик и маэстро де капелла (род. в 1665).
- 26 февраля — Иоганн Николаус Мемпель (нем. Johann Nicolaus Mempel), немецкий музыкант (род. в 1713).
- 6 июня — Жан-Батист Баррьер[англ.], французский виолончелист и композитор (род. в 1707).
- 19 июня — Алессандро Марчелло, венецианский композитор, брат Бенедетто Марчелло (род. в 1669).
- 9 июля — Джованни Баттиста Бонончини, итальянский композитор и виолончелист-виртуоз, из известной музыкальной семьи Бонончини (род. в 1670).